# II. Nofretkau
Nofretkau (nfr.t-k3.w) ókori egyiptomi hölgy a IV. dinasztia idején; Hufu fáraó fiának, Hufuhaf hercegnek a felesége.
A gízai G7130 masztabasírba temették el, amely a férjével közös kettős sír (G7130-G7140) része. A sír építése Hufu 17.-24. éve körül kezdődhetett meg. Nofretkaut a sírban a G7130B aknába temették, melyben megtalálták vörösgránit szarkofágja maradványait. A sírkamrát a ptolemaida korban újrahasznosították, az ásatáskor egy újabb, egy közeli Ízisz-templomhoz vezető aknát, valamint a másodlagos temetkezéshez tartozó usébtiket találtak a sírban.
Nofretkaunak és Hufuhafnak több gyermeke is volt. A sírban ábrázolják Wetka és Iunka nevű fiukat, papirusszal a kezükben ábrázolják. Mindketten viselik „a király fia” címet, bár csak unokái a fáraónak. Az ülve ábrázolt házaspár mögött lányukat is ábrázolják, akinek neve nem maradt fenn. Lehetséges, hogy a II. Hufuhaf nevű hivatalnok szintén az ő fiuk, mert sírja, a G7150 a közelben található.